# Малахи (Кировская область)
Малахи — деревня в Фалёнском районе Кировской области. 

## География
Находится на расстоянии примерно 8 километров по прямой на юг от районного центра поселка Фалёнки.

## История
Деревня известна с 1764 года, когда в ней было учтено 19 жителей. Первоначально называлась починком Суходоевским. В 1873 году учтено дворов 12 и жителей 98, в 1905 19 и 129, в 1926 30 и 165, в 1950 25 и 101. В 1989 году зафиксировано 356 жителей. До 2020 года входила в Медвеженское сельское поселение Фалёнского района, ныне непосредственно в составе Фалёнского района.

## Население
Постоянное население  составляло 394 человека (русские 80%) в 2002 году, 279 в 2010.